# Petre Capusta
Petre Capusta (n. 14 iunie 1957, Sarichioi, România) este un canoist român, laureat cu argint la Moscova 1980 cu echipajul de canoe C2 în cursa de 500 m.

## Distincții
- Ordinul „Meritul Sportiv” clasa a II-a (15 aprilie 1981) „pentru rezultatele deosebite obținute la Jocurile olimpice de vară de la Moscova — 1980, precum și pentru contribuția adusă la dezvoltarea activității sportive și la creșterea prestigiului sportului românesc pe plan internațional”[2]